# Hiyō (porta-aviões)
O Hiyō (飛鷹) foi um porta-aviões operado pela Marinha Imperial Japonesa e a primeira embarcação da Classe Hiyō, seguido pelo Jun'yō. Sua construção começou em novembro de 1939 nos estaleiros da Kawasaki em Kobe como o transatlântico SS Izumo Maru (SS出雲丸), porém foi comprado pela Marinha Imperial em fevereiro de 1941 para conversão. Foi lançado ao mar em junho de 1941 e comissionado na frota japonesa em julho do ano seguinte. Ele era capaz de transportar 48 aeronaves,era armado com uma bateria antiaérea de canhões de 127 a 25 milímetros, tinha um deslocamento de mais de 24 mil toneladas e conseguia alcançar uma velocidade máxima de 25 nós.
O Hiyō entrou em serviço no meio da Segunda Guerra Mundial e foi inicialmente designado para apoiar operações relacionadas com a Batalha de Guadalcanal. Suas aeronaves foram transferidas para bases terrestres em abril de 1943 para ações de bombardeamento no Sudoeste do Pacífico, enquanto em junho o porta-aviões foi torpedeado e precisou passar três meses em reparos. A embarcação passou os seis meses seguintes transportando aeronaves e realizando treinamentos. O Hiyō participou da Batalha do Mar das Filipinas em 20 de junho de 1944, quando afundou por uma explosão de vapores de combustível liberados pelo acerto de um torpedo nestadunidense horas antes.

## Características
O Hiyō foi originalmente encomendado no final de 1938 pela Nippon Yusen Kaisha como o transatlântico de luxo SS Izumo Maru. Em troca de um subsídio do Ministério da Marinha de sessenta por cento dos custos de construção, ele e seu irmão SS Kashiwara Maru foram projetados para serem facilmente convertidos em um porta-aviões. O projeto foi inspirado no alemão SS Bremen e teria 27,7 mil toneladas de arqueação bruta com capacidade para 890 passageiros.
Após a conversão, o Hiyō tinha 219,32 metros de comprimento de fora a fora, uma boca de 26,7 metros e um calado de 8,15 metros. Seu deslocamento padrão era de 24 150 toneladas. Seu sistema de propulsão era composto por seis caldeiras Kawasaki-LaMont que alimentavam dois conjuntos de turbinas a vapor Mitsubishi-Curtis, cada uma girando uma hélice. A potência indicada era de 57 050 cavalos-vapor (41 950 quilowatts) para uma velocidade máxima de 25,5 nós (47,2 quilômetros por hora). Tinha uma autonomia máxima de 11,7 mil milhas náuticas (21,7 mil quilômetros) a dezoito nós (33 quilômetros por hora). Sua tripulação era composta por 1 187 a 1 224 oficiais e tripulantes.
Seu convés de voo tinha 210,3 metros de comprimento e uma largura máxima de 27,3 metros. Tinha dois hangares sobrepostos, cada um com aproximadamente 153 metros de comprimento, quinze de largura e cinco de altura. Foi projetado para ter um grupo aéreo de 48 aeronaves mais cinco sobressalentes; era possível abrigar todos esses aviões nos hangares, porém oito ou nove normalmente eram deixados estacionados no convés de voo com o objetivo de reduzir o congestionamento abaixo. Havia dois elevadores de aeronaves quadrados com pontas arredondas instalados na linha central da embarcação, cada um medindo catorze por catorze metros e podendo descer aos dois hangares.
O armamento antiaéreo principal era composto por doze canhões de duplo propósito Tipo 89 calibre 40 de 127 milímetros arranjados em montagens duplas em plataformas projetadas da lateral do casco. O armamento antiaéreo leve era de 24 canhões Tipo 96 de 25 milímetros em montagens triplas nas laterais do convés de voo. Não foi possível adicionar muita blindagem já que o navio era um transatlântico convertido, porém tinha um fundo duplo. Duas placas de aço Ducol, ambas com 25 milímetros de espessura, protegiam as laterais na área das salas de máquinas. Os tanques de gasolina de aviação e depósitos de munição eram protegidos por uma camada de aço Ducol. As salas de máquinas eram subdivididas por anteparas transversais e longitudinais.

## Carreira
O batimento de quilha do Hiyō ocorreu em 30 de novembro de 1939 na Rampa de Lançamento Nº 4 dos estaleiros da Kawasaki em Kobe sob o número de construção 660, originalmente com o nome Izumo Maru. Foi comprado pelo Ministério da Marinha em 10 de fevereiro de 1941 e temporariamente chamado de Navio Nº 1002 com o objetivo de manter sua conversão em segredo. Foi lançado ao mar em 24 de junho de 1941 e comissionado em 31 de julho de 1942 sob o comando do capitão Akitomo Beppu.

### Guadalcanal
O navio foi designado ao entrar em serviço para a Segunda Divisão de Porta-Aviões da 1ª Frota Aérea, tornando-se em 12 de agosto a capitânia do contra-almirante Kakuji Kakuta. Passou os meses seguintes realizando treinamentos e chegou em Truk com seu irmão Jun'yō em 9 de outubro, iniciando operações contra forças estadunidenses na área de Guadalcanal como parte da Terceira Frota. Os dois porta-aviões receberam ordens para atacarem navios de transporte inimigos próximos da ponta norte de Guadalcanal na noite de 16 de outubro, assim foram para uma posição a 180 milhas náuticas (330 quilômetros) ao norte da ilha. Cada um lançou nove caças Mitsubishi A6M Zero e cinco torpedeiros Nakajima B5N às 5h15min. Um dos B5Ns do Jun'yō foi forçado a voltar por problemas mecânicos, mas os restantes alcançaram seu objetivo e descobriram por volta das 7h20min do contratorpedeiros USS Aaron Ward e USS Lardner bombardeando depósitos de suprimentos japoneses. Os aviões do Hiyō atacaram o Aaron Ward sete minutos depois, mas sem muito sucesso, com os estadunidenses abatendo um B5N e danificando outro que foi forçado a fazer um pouso de emergência. As aeronaves do Jun'yō atacaram o Lardner e também não conseguiram acertar o alvo, em parte porque foram atacados às 7h32min por caças Grumman F4F Wildcat. Estes abateram três B5Ns em sua primeira passagem e danificaram outros dois que também foram forçados a fazerem pousos de emergência. Os caças depois abateram os B5Ns restantes. Os Zeros conseguiram abater em Wildcat ao custo de um caça do Hiyō que precisou fazer um pouso forçado, porém os aviões japoneses chegaram a afirmar que tinham abatido treze aeronaves inimigas.
Um incêndio aconteceu na sala dos geradores em 21 de outubro e isto reduziu sua velocidade máxima para apenas dezesseis nós (trinta quilômetros por hora), assim Kakuta transferiu sua capitânia para o Jun'yō enquanto o Hiyō voltou para Truk a fim de passar por reparos. Três Zeros, um D3A e cinco B5Ns também foram transferidos para o Jun'yō antes da partida. As aeronaves restantes do seu grupo aéreo, dezesseis Zeros e dezessete D3As, voaram no dia 23 para Rabaul, na ilha da Nova Bretanha, de onde os caças escoltaram os bombardeiros em um ataque a Guadalcanal no dia seguinte. Um destacamento do grupo aéreo foi transferido para Buin, na Nova Guiné, em 1º de novembro e atacou navios estadunidenses no norte de Guadalcanal dez dias depois. Nove D3As do 204º Grupo Aeronaval escoltados por dezoito Zeros do Hiyō danificaram levemente três cargueiros, porém quatro bombardeiros foram abatidos e um precisou fazer um pouso forçado. Os Zeros conseguiram emboscar seis Wildcats nas nuvens espessas a derrubaram quatro ao custo de dois aviões próprios. Neste mesmo dia, as aeronaves que ainda estavam em Rabaul voaram de volta para Truk, porém o destacamento de Buin permaneceu no local até 14 de dezembro, quando foram transportado de volta ao Japão. O capitão Michio Sumikawa substituiu Beppu no comando do navio em 30 de novembro.

### Outras ações
O Hiyō passou novembro em Truk e retornou ao Japão no início de dezembro, reunindo-se com seu grupo aéreo. Passou por uma breve manutenção em Kure entre 26 de fevereiro e 4 de março de 1943 em que seu armamento antiaéreo foi fortalecido e um radar adicional instalado, em seguida o navio ficou realizando treinamentos no Mar Interior de Seto até partir para Truk em 22 de março. Sua grupo aéreo na época era de 27 Zeros e doze D3As, com estes aviões sendo destacados no início de abril para participarem de uma planejada ofensiva contra bases Aliadas em Nova Guiné e nas Ilhas Salomão. Seus aviões formaram a maior parte da terceira onda de ataque contra Guadalcanal em 7 de abril. Os D3As, escoltados por 24 Zeros do Hiyō e seis do porta-aviões rápido Zuihō, atacaram navios no Canal de Sealark. As escoltas afirmaram terem abatido três aeronaves estadunidenses ao custo de um Zero e três D3As. Os navios afundados naquele dia incluíam o Aaron Ward, o petroleiro USS Kanawha e o draga-minas neozelandês HMNZS Moa, também danificando um navio de transporte e outro petroleiro, porém não se sabe ao certo quais aviões danificaram ou afundaram qual navio.
Mais ataques foram feitos em 11 de abril contra a Baía de Oro na Nova Guiné. Nove Zeros do Jun'yō e 21 do Hiyō escoltaram os D3As deste último. Um caça inimigo foi abatido e um bombardeiro perdido. Dezessete Zeros do Hiyō deram cobertura no dia seguinte para ataques contra Porto Moresby, com seus pilotos reivindicando seis aviões abatidos. A Baía de Milne foi atacada em 14 de abril com uma grande força escoltada por 75 Zeros oriundos de todos os porta-aviões envolvidos. Os caças do Hiyō reivindicaram terem abatido três aeronaves estadunidenses, enquanto os bombardeiros afundaram dois navios de transporte. Seu grupo aéreo voltou para Truk em 18 de abril e retornou ao porta-aviões.
Os estadunidenses invadiram Attu nas Ilhas Aleutas em 11 de maio e em resposta a Segunda Divisão de Porta-Aviões deixou Truk, acompanhada por três couraçados e dois cruzadores pesados, e chegou no Japão no dia 25. A ilha foi capturada antes que um contra-ataque japonês pudesse ser lançado. O Hiyō passou a ser a capitânia do contra-almirante Munetaka Sakamaki e deixou Yokosuka em 7 de junho junto com o Jun'yō para Truk. O navio foi torpedeado naquele mesmo dia pelo submarino USS Trigger próximo da ilha Miyake. Um torpedo acertou a proa a estibordo e outro na sala de caldeiras, derrubando a energia. O porta-aviões mesmo assim conseguiu voltar para o Japão depois de restaurar a energia. Os caças do Hiyō voaram para Truk em 15 de julho e designado para o porta-aviões rápido Ryūhō, bem como Sakamaki e sua equipe. A embarcação ficou sob reparos em Yokosuka até 15 de setembro, com mais armas antiaéreas sendo instaladas nesse período, enquanto Sumikawa foi substituído em 1º de setembro pelo capitão Tamotsu Furukawa. O grupo aéreo do Hiyō foi restaurado dois meses depois em Singapura com 24 Zeros, dezoito D3As e nove B5Ns; o navio deixou o Japão para Singapura em 24 de novembro. Chegou em 3 de dezembro, embarcou seu grupo aéreo e foi designado para transporte de aeronaves. Partiu em 9 de dezembro para Truk e chegou no dia 22, desembarcando seus aviões e então seguindo para Saipã a fim de fazer mais entregas. Seu grupo aéreo foi transferido para Kavieng na Nova Irlanda e posteriormente para Rabaul com o objetivo de proporcionar cobertura aérea para operações japonesas, em que seus caças reivindicaram oitenta aviões abatidos ao custo de doze perdas.

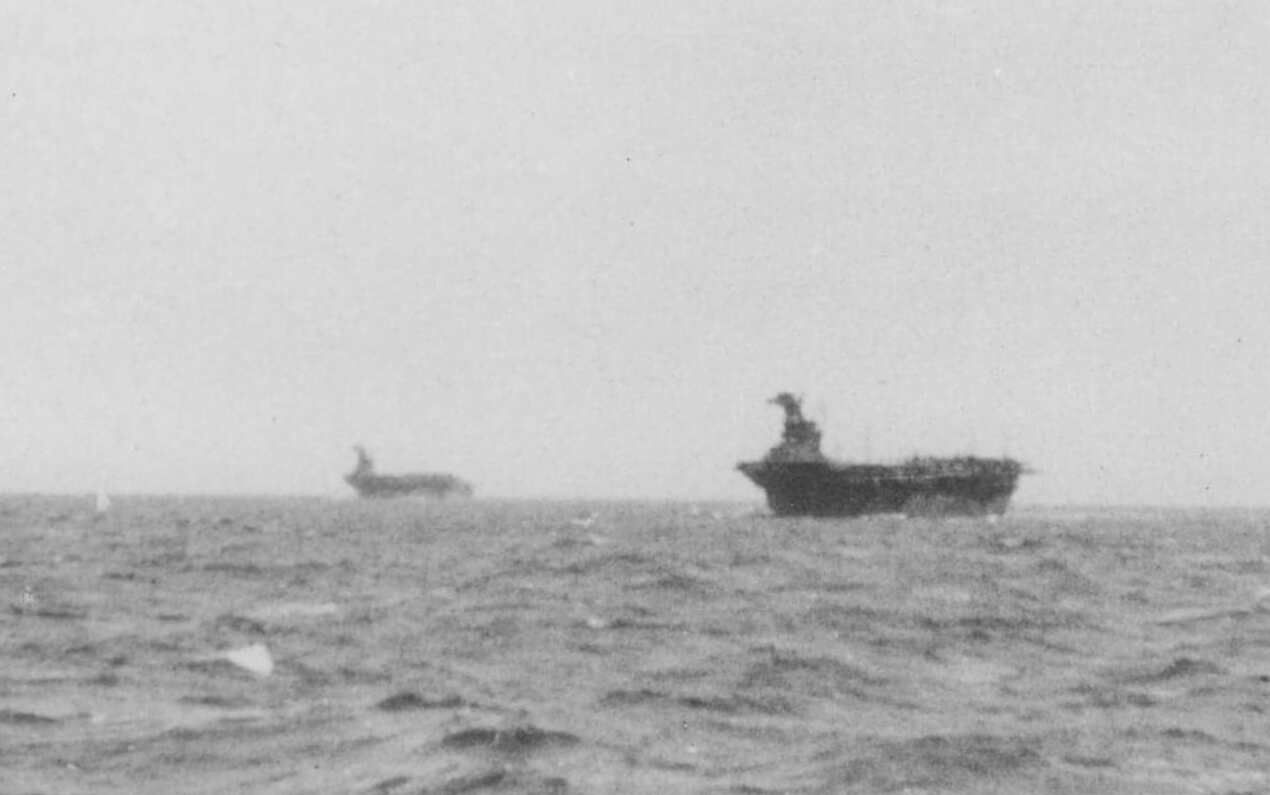
O Hiyō e o Jun'yō navegando para Tawi-Tawi em 13 de maio de 1944

O Hiyō voltou para o Japão em 1º de janeiro de 1944 e o capitão Toshiyuki Yokoi assumiu o comando em 15 de fevereiro. Seu grupo aéreo foi devolvido em 2 de março, porém sem as aeronaves. A Marinha Imperial reestruturou os grupos aéreos de seus porta-aviões para que um grupo aéreo fosse designado para cada divisão, assim o 652º Grupo Aeronaval foi designado para os três membros da Segunda Divisão. Esse grupo aéreo era o último em prioridade para ser reconstruído e tinha apenas 43 Zeros e quatro D3As em 1º de abril dos autorizados 81 caças, 36 bombardeiros de mergulho e 27 torpedeiros. Os navios ficaram realizando treinamentos com seus aviões no Mar Interior de Seto até 11 de maio, quando zarparam para Tawi-Tawi nas Filipinas. Esta nova base era mais próxima dos poços de petróleo em Bornéu, dos quais a Marinha Imperial dependia para continuar operando, e também de Palau e das Ilhas Carolinas, onde os japoneses esperavam que o próximo ataque estadunidense ocorreria. Entretanto, esse novo local não tinha uma pista de pouso onde os pilotos inexperientes poderiam treinar e as atividades de submarinos inimigos confinavam os navios ao ancoradouro.

### Mar das Filipinas
A frota japonesa estava à caminho de Guimaras nas Filipinas em 13 de junho para praticarem operações de porta-aviões em uma área melhor protegida, porém no caminho o vice-almirante Jisaburō Ozawa foi informado de um ataque estadunidense nas Ilhas Marianas no dia anterior. A frota reabasteceu no destino e rapidamente partiu para o Mar das Filipinas, onde avistaram a força estadunidense no dia 18. Os japoneses viraram para o sul a fim de manterem uma distância constante pois Ozawa tinha decidido lançar um ataque na manhã seguinte. Nesta época, o 652º Grupo Aeronaval tinha ao todo 81 Zeros, 27 D3As, nove bombardeiro de mergulho Yokosuka D4Y Suisei e dezoito torpedeiros Nakajima B6N Tenzan, divididos aproximadamente de forma igual entre os três porta-aviões. Estes começaram a lançar seu primeiro ataque às 9h30min com 26 Zeros armados com bombas, sete Tenzans e dezesseis Zeros como escolta. A maioria foi enviada na direção errada e não encontraram navios inimigos, mas alguns persistiram na procura e encontraram um grupo de tarefas estadunidense. Um B6N, cinco Zeros com bombas e um Zero de escolta foram abatidos pela patrulha de combate aéreo e nenhuma embarcação foi danificada.
Um segundo ataque com 27 D3As, nove Suiseis, dois Tenzans e 26 Zeros de escolta foram lançados por volta das 11h00min, estando acompanhados por pelo menos dezoito Zeros e Tenzans dos porta-aviões Shōkaku e Zuikaku. Esses aviões também receberam um relato de avistamento errado e não encontraram os navios estadunidenses. Alguns seguiram para campos de pouso em Rota e Guam para reabastecerem, enquanto os restantes voltaram aos porta-aviões. Dois Zeros e seis Suiseis seguindo para Rota avistaram no caminho os porta-aviões USS Bunker Hill e USS Wasp, mas não infligiram danos e cinco Suiseis foram abatidos pela defesa antiaérea. Radar detectou aqueles voando para Guam e estes foram interceptados por 41 caças Grumman F6F Hellcat. Apenas um Zero, um Suisei e sete D3As dos 49 aviões japoneses sobreviveram e pousaram.
Os japoneses recuaram para o noroeste ao anoitecer com o objetivo de reagruparem e reabastecerem, enquanto os estadunidenses navegaram para o oeste a fim de reduzirem a distância. Eles encontraram a frota japonesa durante a tarde do dia seguinte e um ataque aéreo foi lançado. O Hiyō foi atingido por duas bombas, uma das quais acertou a superestrutura de ilha acima da ponte de comando e matou ou feriu quase todos dentro. O navio também foi torpedeado por um Grumman TBF Avenger do porta-aviões rápido USS Belleau Wood, com este acerto incapacitando a sala de máquinas de estibordo e iniciando incêndios. O Hiyō mesmo assim conseguiu prosseguir, mas com uma velocidade menor. Um grande explosão ocorreu a bordo duas horas depois quando vapor de gasolina vazando foi incendiado, derrubando toda a energia interna. O fogo ficou fora de controle e levou ao naufrágio do navio pouco depois. Aproximadamente mil tripulantes foram resgatados por contratorpedeiros, mas 247 oficiais e marinheiros morreram.